# Soft Play
Soft Play ist ein britisches Punk-Duo aus Royal Tunbridge Wells in der Grafschaft Kent. Die Band wurde im Jahre 2012 gegründet und nannte sich bis Dezember 2022 Slaves. Soft Play haben vier Studioalben veröffentlicht, die allesamt die Top 10 der britischen Albumcharts erreichten. Zweimal wurde die Band mit dem NME Award ausgezeichnet.

## Bandgeschichte

### Frühe JahreAre You Satisfied?(2012 bis 2016)
Isaac Holman und Laurie Vincent sind in Royal Tunbridge Wells bzw. in Maidstone aufgewachsen und kannten sich in der Jugend nur beiläufig. Erst als sich Vincent Holmans Band Bareface anschloss, entstand die musikalische Verbindung, die zur Gründung von Slaves führte. Während sie Vollzeitjobs nachgingen, nutzten sie jede Gelegenheit in ihrer Freizeit für Auftritte. Ihre erste Veröffentlichung war die EP Sugar Coated Bitter Truth auf dem Independent-Label Girl Fight Records, bevor sie 2014 von Virgin EMI unter Vertrag genommen wurden. Am 21. Oktober 2014 hatte die Band ihren ersten Fernsehauftritt im Rahmen der BBC-Sendung Later with Jools Holland. Mit mehreren Singles machten sie in diesem Jahr von sich reden und zum Jahreswechsel wurden sie in die erweiterte Vorschlagsliste der von der BBC herausgegebenen Prognose Sound of 2015 aufgenommen.
Ihnen wurde der Durchbruch für das folgende Jahr vorhergesagt und der kam auch mit ihrem Debütalbum Are You Satisfied?, das am 29. Mai 2015 veröffentlicht wurde und auf Anhieb Platz acht der britischen Albumcharts erreichte. Das Lied The Hunter wurde in der britischen Fernsehserie You, Me and the Apocalypse verwendet. Die Band trat auf dem Glastonbury Festival und den Reading and Leeds Festivals auf. Darüber hinaus wurde Are You Satisfied? für den Mercury Prize und die Band in der Kategorie Best New Act bei den Q Awards nominiert. Dafür wurde Cheer Up London bei den NME Awards 2016 in der Kategorie Best Music Video ausgezeichnet. Im Sommer 2016 spielte die Band auf dem Download-Festival, dem Nova Rock und dem Pinkpop Festival. Darüber hinaus nahm die Band mit Mike D von den Beastie Boys ihr zweites Studioalbum auf.

### Take ControlundActs of Fear and Love(2016 bis 2021)
Take Control erschien am 30. September 2016 und erreichte Platz sechs der britischen Albumcharts. Als Gastsänger sind Mike D. bei dem Lied Consume of Be Consumed sowie Baxter Dury bei dem Lied Steer Clear zu hören. Bei den NME Awards 2017 gewannen Slaves mit Consume of Be Consumed in der Kategorie Best Video. Darüber hinaus wurde die Band in der Kategorie Best Live Band nominiert. Die Band trat im Sommer 2017 erneut auf dem Glastonbury Festival auf und nahmen ein Jahr später an den Festivals Download-Festival, Reading and Leeds Festivals und Roskilde Festival teil. Am 23. Juni 2018 eröffnete die Band mit The Kills und den Starcrawlers das Konzert der Foo Fighters im Londoner London Stadium im Rahmen der Concrete and Gold Tour. Im Dezember 2018 wurde das Debütalbum Are You Satisfied? im Vereinigten Königreich mit einer Goldenen Schallplatte ausgezeichnet.
Am 17. August 2018 erschien das dritte Studioalbum Acts of Fear and Love, welches von Joylon Thomas produziert wurde. Bei dem Lied Daddy ist Ellie Rowsell von der Band Wolf Alice als Gastsängerin zu hören. Das Album stieg auf Platz acht der britischen Albumcharts ein. Slaves veröffentlichten dann noch am 18. Juli 2019 die zweite EP The Velvet Ditch. Anfang Januar 2020 war die Band an der Single Momentary Bliss der Band Gorillaz und dem Rapper Slowthai beteiligt. Die folgende Zeit gestaltete sich für die Musiker als schwierig. Zunächst erlitt Isaac Holman einen durch Zwangsstörungen verursachten Nervenzusammenbruch. Kurz darauf wurde bei der Partnerin von Laurie Vincent Krebs diagnostiziert. Sie verstarb im Juni 2020 im Alter von 32 Jahren. Anstehende Konzerte wurden abgesagt. Auch eine Auflösung der Band war im Gespräch.

### Namenswechsel undHeavy Jelly(seit 2022)
Im Dezember 2022 gaben die Musiker bekannt, ihren Bandnamen in Soft Play geändert zu haben. Am 19. Juli 2024 veröffentlichte die Band ihr viertes Studioalbum Heavy Jelly, dass erneut von Jolyon Thomas produziert wurde und auf Platz drei der britischen Albumcharts einstieg. Bei der Single Punk’s Dead ist  Robbie Williams als Gastsänger zu hören. In dem Text verarbeitete die Band die negativen Reaktion auf die Umbenennung der Band. Zwei Wochen zuvor spielte die Band im Rahmen von Robbie Williams’ Konzert im Londoner Hyde Park.

## Stil
James Christopher Monger vom Onlinemagazin Allmusic beschrieb Soft Play als hochenergisches Punkduo mit Wurzeln im Hardcore Punk, Metal und Post-Punk. Die Band kombiniert schwitzende Moshpit-Aggression mit nachvollziehbaren Texten, die gesellschaftliche und politische Entmündigung in einer zunehmend gespaltenen Welt reflektiert. Zu den Einflüssen nannten die Musiker Bands und Künstler wie The Clash, Rancid, Ramones, Gang of Four, Billy Childish und die Talking Heads.

## Kontroverse um den Bandnamen
Bereits bei der Veröffentlichung des Debütalbums Are You Satisfied? im Jahre 2015 wurde die Band für ihren damaligen Bandnamen Slaves kritisiert. Teilweise wurde der Name als „rassisch unsensibel“ bezeichnet. In einem Interview mit dem New Musical Express verteidigte Laurie Vincent den Namen und verwies auf das Oxford English Dictionary, in dem bei dem Begriff Slaves keinerlei rassistischer Kontext genannt wird. Sklaverei habe es „in jeder Rasse oder Religion gegeben“ und es wäre „kein rassistischer Begriff“. Als die Band im Dezember 2022 ihren Namenswechsel verkündete erklärten sie, dass der Name Slaves „einfach nur eine Referenz an den Plackerei des alltäglichen Lebens“ war. Die damalige Intention würde aber nicht den Fakt ändern, dass der Name Slaves problematisch ist.

„In dieser Zeit glauben wir, dass es sehr wichtig ist, dass Menschen sich ändern und Verbesserungen machen, egal wie weit sie gekommen sind. Der Name repräsentiert nicht mehr wer wir sind, oder wofür unsere Musik steht. Wir möchten und aufrichtig bei jedem entschuldigen, den wir beleidigt haben.“

## Diskografie

### Studioalben
| Jahr          | Titel Musiklabel          | Höchstplatzierung, Gesamtwochen, AuszeichnungChartsChartplatzierungen (Jahr, Titel, Musiklabel, Platzierungen, Wochen, Auszeichnungen, Anmerkungen) | Anmerkungen                                            |
| Jahr          | Titel Musiklabel          | UK | Anmerkungen                                            |
| ------------- | ------------------------- | --- | ------------------------------------------------------ |
| als Slaves    |                           | |                                                        |
|               |                           | |                                                        |
| 2015          | Are You Satisfied? EMI    | UK8 Gold · (23 Wo.)UK | Erstveröffentlichung: 29. Mai 2015 Verkäufe: + 100.000 |
| 2016          | Take Control EMI          | UK6 (2 Wo.)UK | Erstveröffentlichung: 30. September 2016               |
| 2018          | Acts of Fear and Love EMI | UK8 (2 Wo.)UK | Erstveröffentlichung: 17. August 2018                  |
| als Soft Play |                           | |                                                        |
|               |                           | |                                                        |
| 2024          | Heavy Jelly EMI           | UK3 (1 Wo.)UK | Erstveröffentlichung: 19. Juli 2024                    |

### EPs
| Jahr | Titel Musiklabel                             | Anmerkungen                         |
| ---- | -------------------------------------------- | ----------------------------------- |
| 2012 | Sugar Coated Bitter Truth Girl Fight Records | Erstveröffentlichung: 19. Juli 2012 |
| 2019 | The Velvet Ditch Virgin EMI                  | Erstveröffentlichung: 18. Juli 2019 |

### Singles
- 2014: Where’s Your Car Debbie?
- 2014: Hey
- 2014: The Hunter (UK: Silber)
- 2015: Feed the Mantaray
- 2015: Cheer Up London
- 2015: Sockets
- 2016: Spit It Out
- 2016: Take Control
- 2018: Cut and Run
- 2018: Chokehold
- 2018: Magnolia
- 2020: One More Day Won’t Hurt
- 2023: Punk’s Dead
- 2024: Mirror Muscles
- 2024: Act Violently
- 2024: Everything and Nothing

### Singles als Gastmusiker
| Jahr | Titel Album                                             | Höchstplatzierung, Gesamtwochen, AuszeichnungChartsChartplatzierungen (Jahr, Titel, Album, Platzierungen, Wochen, Auszeichnungen, Anmerkungen) | Anmerkungen                                                            |
| Jahr | Titel Album                                             | UK | Anmerkungen                                                            |
| ---- | ------------------------------------------------------- | --- | ---------------------------------------------------------------------- |
| 2016 | Control Tribe                                           | — | Erstveröffentlichung: 23. Februar 2016 Chase & Status feat. Slaves     |
| 2020 | Momentary Bliss Song Machine, Season One: Strange Timez | UK58 (1 Wo.)UK | Erstveröffentlichung: 30. Januar 2020 Gorillaz feat. slowthai & Slaves |

## Auszeichnungen

### Musikverkäufe
Anmerkung: Auszeichnungen in Ländern aus den Charttabellen bzw. Chartboxen sind in ebendiesen zu finden.
| Land/RegionAuszeichnungen für Musikverkäufe (Land/Region, Auszeichnungen, Verkäufe, Quellen) | Silber  | Gold  | Platin | Verkäufe | Quellen   |
| -------------------------------------------------------------------------------------------- | ------- | ----- | ------ | -------- | --------- |
| Vereinigtes Königreich (BPI)                                                                 | Silber1 | Gold1 | —      | 300.000  | bpi.co.uk |
| Insgesamt                                                                                    | Silber1 | Gold1 | —      |          |           |

### Musikpreise
| Jahr | Kategorie | für                | Resultat  |
| ---- | --------- | ------------------ | --------- |
| 2015 | –         | Are You Satisfied? | Nominiert |

| Jahr | Kategorie        | für                    | Resultat  |
| ---- | ---------------- | ---------------------- | --------- |
| 2016 | Best Music Video | Cheer Up London        | Gewonnen  |
| 2017 | Best Video       | Consume or Be Consumed | Gewonnen  |
| 2017 | Best Live Band   | Slaves                 | Nominiert |

| Jahr | Kategorie    | für    | Resultat  |
| ---- | ------------ | ------ | --------- |
| 2015 | Best New Act | Slaves | Nominiert |

| Jahr | Kategorie | für    | Resultat  |
| ---- | --------- | ------ | --------- |
| 2015 | –         | Slaves | Nominiert |